# Nintendo 2DS
Nintendo 2DS è una console portatile per videogiochi prodotta da Nintendo. È il secondo restyling di Nintendo 3DS ed appartiene all'ottava generazione delle console.
Le principali differenze rispetto al 3DS sono l'assenza del sistema di autostereoscopia e dell'apertura a conchiglia. L'aspetto della nuova console è stato paragonato a quello del Wii U GamePad. La console risulta essere compatibile con i titoli per Nintendo 3DS, Nintendo DS e Nintendo DSi.

## Versione XL
A differenza del 3DS, ha una RAM, una CPU e una GPU più potenti, esattamente le stesse del New Nintendo 3DS XL . Presenta inoltre schermi più grandi e la classica forma a conchiglia (o a cerniera) del 3DS adottata da Nintendo sin dal Game Boy Advance SP, a differenza del 2DS. La risoluzione delle due fotocamere rimane pressoché invariata.